# Émile Ollivier (politicus)

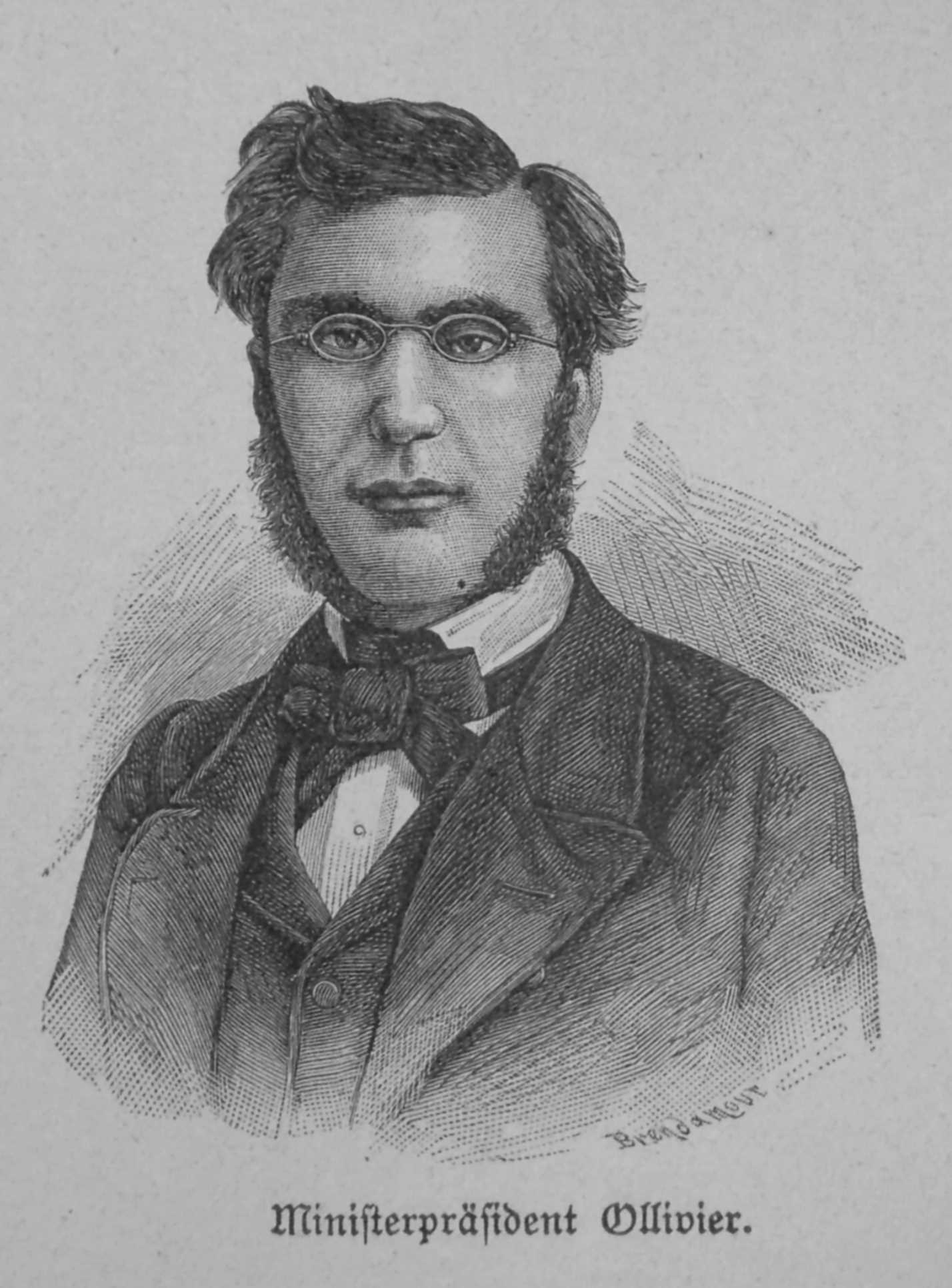
Émile Ollivier

Émile Ollivier (Marseille, 2 juli 1825 - Saint-Gervais-les-Bains, 20 augustus 1913) was een Frans politicus. Hij was een van Les Cinq.

## Achtergrond en vroege carrière
Émile Ollivier was de zoon van Demosthènes Ollivier (1799-1884), een fel tegenstander van de Julimonarchie onder koning Lodewijk Filips. Na de Februarirevolutie van 1848 werd Demosthènes in de Grondwet Nationale Vergadering van de Tweede Franse Republiek gekozen en werkte er nauw samen met Ledru-Rollin. Zijn vader bezorgde Émile het commissariaat-generaal van het departement Bouches-du-Rhône, kort daarop werd hij prefect van Marseille en onderdrukte hij een socialistische opstand. Émile Ollivier, werd in tegenstelling tot zijn radicale vader, een aanhanger van generaal Louis Eugène Cavaignac. Hij was slechts korte tijd prefect van Marseille, want de invloedrijke vijanden van zijn vader zorgden ervoor dat hij prefect werd van het minder belangrijke departement Haute-Marne. Na enige tijd nam hij ontslag en vestigde zich als advocaat in Parijs.
Ollivier was een fel tegenstander van prins Lodewijk Napoleon Bonaparte, de in december 1848 gezkozen president van Frankrijk die na de staatsgreep van 2 december 1851 alle macht naar zich toetrok. Precies een jaar later liet hij zich kronen tot keizer Napoleon III en begon te regeren als een autoritair vorst. In 1857 werd Ollivier voor derde kiesdistrict van het departement de Seine in het Wetgevend Lichaam gekozen en hij sloot zich aan bij de constitutionele oppositie tegen het regime. De fractie waar hij toebehoorde droeg de naam Les Cinq ("De Vijf"), omdat deze uit vijf personen bestond, te weten: Alfred Darimon, Jules Favre, Jacques-Louis Hénon en Ernest Picard. Les Cinq bezat enige invloed want ze wisten de keizer ertoe te bewegen enige democratische toezeggingen te doen, zoals het publiceren van parlementszittingen in Moniteur en het toestaan van reacties van het Corps Législatif op de troonrede.

## Liberale Keizerrijk
In de periode 1866-1867 brak Ollivier met Favre en de andere leden van Les Cinq en richtte hij de zogenaamde Derde Partij (Tiers Parti) die verzoening met het keizerlijk regime nastreefde; desondanks weigerde hij het ministerschap van Onderwijs op 19 januari 1867, omdat hij de hervormingen van de keizer - versoepeling van de perswet en de wet op organisatie - te weinig vond. Aan de vooravond van de parlementsverkiezingen van 1869 publiceerde Ollivier het pamflet Le 19 Janvier waarin hij zijn beslissing van 19 januari 1867 motiveerde. Bij de verkiezingen behaalde de Derde Partij 116 zetels in het Wetgevend Lichaam en werd hiermee de grootste partij. Daarbij kwam dat 40 republikeinen bereid waren Ollivier te steunen. Keizer Napoleon III kon niet langer om Ollivier heen en gaf hem daarop de opdracht een regering te vormen. Als voorstander van een constitutionele monarchie wilde hij de keizer niet in het nauw drijven. Hij kwam met Napoleon III overeen dat het Wetgevend Lichaam het recht op initiatief, het interpellatierecht en het volledige budgetrecht mocht uitoefenen. Ook werd de ministeriële verantwoordelijkheid ten aanzien van het parlement ingevoerd. De keizer mocht echter alle senatoren benoemen en de Senaat zou het vetorecht behouden en uitgebreide bevoegdheden op het gebied van wetgeving behouden. Op 2 januari 1870 werd Ollivier regeringsleider (chef du gouvernement) van de regering-Ollivier. Enkele maanden later kwam er een einde aan het Tweede Franse Keizerrijk.

## Eerste minister
Slechts enkele dagen na het aantreden van zijn regering, kreeg Ollivier te maken met een ingewikkelde kwestie. Op 10 januari 1870 schoot Pierre Napoleon Bonaparte, de neef van de keizer, de journalist Victor Noir dood. Ollivier gaf direct daarna het Hooggerechtshof de opdracht de zaak te behandelen. De rellen die na diens vrijspraak uitbraken liet hij onbloedig neerslaan en de perscampagne tegen de keizer liet hij ophouden door de arrestatie van de kritische journalist Henri Rochefort. Daartegenover liet hij een circulair uitgaan uitgaan naar alle Franse prefecten met de opdracht niet langer druk uit te oefenen op de kiezers om op regeringsgezinde kandidaten te stemmen en ook ontsloeg hij de omstreden prefect van de Seine, Baron Haussman die naam had gemaakt als de architect die Parijs omtoverde in een stad met brede boulevards, maar altijd flink zijn begroting te buiten ging.

### Referendum
Op 20 april werd een zogenaamd senatus-consultum uitgevaardigd die het Autoritair Keizerrijk in een constitutionele monarchie soepel diende te laten verlopen. Een nieuwe, liberale grondwet werd opgesteld en op advies van anderen besloot hij deze aan een referendum te onderwerpen. Enkele linkse ministers in de regering waren het hier niet mee eens en traden in april af. Het plebisciet van 8 mei 1870 werd glansrijk door de regering gewonnen. Op de vacante ministerposten werden hierna meer conservatieve figuren benoemd. De machtigste nieuwkomeling in de regering werd Antoine Alfred Agénor, hertog de Gramont.

### Emser Depesche
In juli 1870 liet Ollivier zich er door Gramont toe verleiden om Otto von Bismarck, de Pruisische kanselier, te provoceren in de kwestie van de Spaanse troonkandidatuur. Graaf Benedetti, de Franse ambassadeur in Berlijn, kreeg in een telegram opdracht de Pruisische koning Wilhelm I te dwingen zijn officiële steun aan de troonkandidatuur¹ van prins Leopold von Hohenzollern-Sigmaringen (verwant van de koning) te onthouden. Wilhelm weigerde zich te laten dwingen en gaf dit gematigde bewoordingen door aan Benedetti. De inhoud van de bespreking werd in de vorm van een telegram doorgeseind aan Bismarck. Bismarck liet het telegram (Emser Depesche) in verkorte, scherpe vorm publiceren in Pruisische kranten, waarop het leek dat Benedetti beledigend was behandeld. In Frankrijk ontstond woede en publieke verontwaardiging over de Pruisische krantenpublicaties. Ollivier, de meeste ministers en het grootste deel van het parlement wilde nu oorlog. Het parlement keurde de oorlogskredieten goed (500.000.000 francs) en kort daarna verklaarde Frankrijk de oorlog aan Pruisen.
Op 9 augustus, nadat de eerste berichten over de Franse nederlagen binnenkwamen, trad Ollivier als premier af. Hij vluchtte daarop naar Italië.

## Na zijn premierschap
In 1873 keerde hij naar Frankrijk terug en steunde Bonapartistische partij in een grootscheepse campagne. De nederlaag die de Bonapartisten leden, betekende het politieke einde van Ollivier, in 1880 brak hij, na een ruzie met Paul de Cassagnac, met zijn eigen partij.
Nadat hij zich uit de politiek had teruggetrokken begon hij aan het schrijven van een geschiedenis van het keizerrijk, L'Empire libéral, waarvan het eerste deel (van dertien) in 1895 verscheen. Hierin rechtvaardigde hij zijn beleid in de woelige julidagen van 1870.
Ollivier was een van de vroegste bewonderaars van Richard Wagner en promootte hem in Frankrijk.
In 1870 werd Ollivier in de Académie française gekozen, hij zou er nooit zijn zetel innemen.

## Familie
Émile Ollivier was getrouwd met de dochter van Liszt en gravin d'Agoult.

## Noot
¹Leopold von Hohenzollern-Sigmaringen had zich reeds uit eigen beweging als kandidaat teruggetrokken.

## Werken
- Démocratie et liberté (1867)
- Le 19 Janvier (1869)
- Lamartine (1874)
- Le ministère de 2 Janvier (1875)
- Principes et conduite (1875)
- L'Église et l'État au concile du Vatican (2 dln., 1879)
- Thiers à l'Académie et dans l'histoire (1879)
- Le pape est-il libre à Rome? (1879)
- Le concordat est-il respecté? (1883)
- Nouveau manuel de droit ecclésiastique français (1885)
- 1789 et 1889 (1889)
- De régime de la presse (1892)
- Michel Ange (1892)
- Solutions pol. et soc. (1894)
- L'Empire libéral, études, récits et souvenirs (18 dln., 1894vv.)
- Marie Madeleine (1896)